# Euplectrus koebelei
Euplectrus koebelei är en stekelart som beskrevs av Crawford 1911. Euplectrus koebelei ingår i släktet Euplectrus och familjen finglanssteklar.
Artens utbredningsområde är:
- Papua Nya Guinea.
- Taiwan.

Inga underarter finns listade i Catalogue of Life.